# Martin Peder Vangli
Martin Peder Vangli   (Osen, 1 de febrer de 1903 - 5 de juny de 1976) fou un esquiador de fons i de combinada nòrdica noruec que va competir durant la dècada de 1930.
En el seu palmarès destaca una medalla de plata en la cursa els 50 quilòmetres al Campionat del Món d'esquí nòrdic de 1931. El 1937 va rebre la medalla Holmenkollen.